# Keith Appling
Pour les articles homonymes, voir Appling.
Keith Damon Appling, né le 13 février 1992 à Détroit au Michigan, est un joueur américain de basket-ball.

## Biographie
Il participe à la NBA Summer League 2014 avec les Trail Blazers de Portland.
Il signe un contrat avec les Lakers de Los Angeles, mais n'est pas conservé dans l'effectif qui commence la saison. Le 1er novembre 2014, il rejoint les D-Fenders de Los Angeles en NBA Development League.